# ダルース (軽巡洋艦)
ダルース (USS Duluth, CL-87) は、アメリカ海軍の軽巡洋艦。クリーブランド級軽巡洋艦の17番艦。艦名はミネソタ州ダルースに因む。

## 艦歴
「ダルース」は1942年11月9日にバージニア州ポーツマスのニューポート・ニューズ造船所で起工し、1944年1月13日にE. H. ハッチ夫人（ダルース市長の妻）によって進水、1944年9月18日にD. R. オズボーン・ジュニア艦長の指揮下就役する。
1944年12月14日から1945年3月2日まで「ダルース」はロードアイランド州ニューポートで訓練艦の任務に従事する。ノーフォークでの短期オーバーホールの後、4月7日に出航し4月29日に真珠湾に到着する。5月8日に出航、第5艦隊に合流すると5月27日に空母部隊と巡航する。6月5日に台風に遭遇し艦首部分を損傷、グアム島で修理を行うが6月21日には第38任務部隊に合流し、日本本土への最終攻撃を行う空母部隊の護衛任務に従事する。
1945年8月24日から9月16日に東京湾へ入港するまで、「ダルース」は第38任務部隊と共に作戦活動に従事し、日本占領のための輸送機に対してレーダー哨戒および戦闘対空警戒を行う。10月1日にダルースは帰国の途に就き、10月19日にシアトルに到着、海軍記念日の祝賀式典に参加する。
「ダルース」はカリフォルニア州サンペドロを拠点とし、1946年1月3日から9月27日の間を極東で活動、1947年2月24日に真珠湾に向かう。5月から7月にかけてオーストラリアのメルボルン、シドニー、トラック島、グアム、フィリピンのマニラを訪問する。その後再び極東に展開し、1947年9月22日から1948年5月19日まで中国沿岸の偵察巡航を行う。その後新たな母港のカリフォルニア州ロングビーチに帰還する。1948年の夏は海軍予備役士官訓練部隊を乗艦させブリティッシュコロンビア州への巡航を行い、1949年2月にはアラスカ州コディアックでの寒冷地作戦に参加する。ダルースは1949年6月25日に退役し、1960年11月14日に売却された。
「ダルース」は第二次世界大戦の戦功で2個の従軍星章を受章した。